# Административно-территориальное деление Свердловской области

## Административно-территориальное устройство
Согласно Уставу Свердловской области и Закону «Об административно-территориальном устройстве Свердловской области» от 13 апреля 2017 года N 34-ОЗ (вступившему в силу 1 октября 2017 года), субъект РФ включает следующие административно-территориальные единицы, непосредственно входящие в состав Свердловской области:
- 30 районов;
- 25 городов (со статусом уровня городов областного значения);
- 4 закрытых административно-территориальных образования.

Административно-территориальными единицами Свердловской области, входящими в состав отдельных административно-территориальных единиц Свердловской области, являются:
- 13 внутригородских районов.

Административным центром области является город Екатеринбург. С 1 июня 2022 года статус города Екатеринбурга как административного центра области определено федеральным законом.
Таким образом, согласно Уставу области, Закону «Об административно-территориальном устройстве Свердловской области» и соответствующему Реестру (Списку административно-территориальных единиц и населённых пунктов Свердловской области), регион включает следующие административно-территориальные единицы:
- районы — Алапаевский, Артёмовский, Артинский, Ачитский, Байкаловский, Белоярский, Богдановичский, Верхнесалдинский, Верхотурский, Гаринский, Ирбитский, Каменский, Камышловский, Красноуфимский, Невьянский, Нижнесергинский, Новолялинский, Пригородный, Пышминский, Режевский, Серовский, Слободо-Туринский, Сухоложский, Сысертский, Таборинский, Тавдинский, Талицкий, Тугулымский, Туринский, Шалинский[1];
- города (соответствуют категории город областного значения) — Алапаевск, Асбест, Берёзовский, Верхняя Пышма, Екатеринбург, Заречный, Ивдель, Ирбит, Каменск-Уральский, Камышлов, Карпинск, Качканар, Кировград, Краснотурьинск, Красноуральск, Красноуфимск, Кушва, Нижний Тагил, Нижняя Салда, Нижняя Тура, Первоуральск, Полевской, Ревда, Североуральск, Серов[1];
- закрытые административно-территориальные образования — город Лесной, город Новоуральск, посёлок (пгт) Свободный, посёлок (пгт) Уральский[1];
- внутригородские районы — имеются в трёх городах (Екатеринбург, Нижний Тагил и Каменск-Уральский — 8, 3 и 2 района соответственно): Верх-Исетский, Железнодорожный, Кировский, Ленинский, Октябрьский, Орджоникидзевский, Чкаловский, Академический — внутригородские районы Екатеринбурга; Дзержинский, Ленинский, Тагилстроевский — внутригородские районы Нижнего Тагила; Красногорский и Синарский — внутригородские районы Каменска-Уральского[1][2].

Согласно Закону «Об административно-территориальном устройстве Свердловской области» от 20 мая 1997 года N 30-ОЗ, утратившему силу 1 октября 2017 года, административно-территориальными единицами региона являлись районы, внутригородские районы и сельсоветы, а также города. Согласно Закону Свердловской области «О мерах по реализации Закона Свердловской области „Об административно-территориальном устройстве Свердловской области“» от 13 апреля 2017 года N 35-ОЗ, вступившему в силу 1 октября 2017 года, сельсоветы и поссоветы как административно-территориальные единицы в Свердловской области были упразднены.
Также в 2017 году были приведены в соответствие территории некоторых административно-территориальных единиц и им соответствующих муниципальных образований посредством административного переподчинения ряда сельских населённых пунктов:
- посёлок Кодинский исключён из состава города Каменска-Уральского и включён в состав Каменского района
  - приведены в соответствие территории Каменского района и Каменского городского округа, а также города и городского округа Каменска-Уральского;
- два посёлка исключены из состава Нижнесергинского района и переданы в состав города Первоуральска
  - приведены в соответствие территория Нижнесергинского района и совокупная территория Нижнесергинского муниципального района и Бисертского городского округа, а также территория города и городского округа Первоуральска;
- несколько населённых пунктов исключены из состава Пригородного района и переданы в состав города Нижнего Тагила
  - приведены в соответствие территории Пригородного района и Горноуральского городского округа, а также территория города и городского округа Нижнего Тагила;
- несколько населённых пунктов исключены из состава Серовского района и переданы в состав города Серова
  - приведены в соответствие территории Серовского района и Сосьвинского городского округа, а также города Серова и Серовского городского округа.

Последние изменения в АТУ Свердловской области (не считая упразднения опустевших населённых пунктов) были внесены в 2019 году.

### Административно-территориальные единицы
| Административно- территориальная единица | Центр                   | ОКАТО  | Муниципальные образования в границах АТЕ | Управленческий округ | Число АТЕ и городских нп | Число АТЕ и городских нп | Число АТЕ и городских нп | Число АТЕ и городских нп |
| Административно- территориальная единица | Центр                   | ОКАТО  | Муниципальные образования в границах АТЕ | Управленческий округ | число вгр                | число городов            | число пгт                | число c/c                |
| ---------------------------------------- | ----------------------- | ------ | ---------------------------------------- | -------------------- | ------------------------ | ------------------------ | ------------------------ | ------------------------ |
| Алапаевский район                        | город Алапаевск         | 65 201 | МО Алапаевское                           | Восточный            |                          | 0                        | 2                        | 31                       |
| Алапаевский район                        | город Алапаевск         | 65 201 | Махнёвское МО                            | Восточный            |                          | 0                        | 2                        | 31                       |
| Артёмовский район                        | город Артёмовский       | 65 202 | Артёмовский ГО                           | Восточный            |                          | 1                        | 0                        | 8                        |
| Артинский район                          | пгт Арти                | 65 203 | Артинский ГО                             | Западный             |                          | 0                        | 1                        | 17                       |
| Ачитский район                           | пгт Ачит                | 65 204 | Ачитский ГО                              | Западный             |                          | 0                        | 1                        | 10                       |
| Байкаловский район                       | село Байкалово          | 65 208 | Байкаловский МР                          | Восточный            |                          | 0                        | 0                        | 14                       |
| Белоярский район                         | пгт Белоярский          | 65 209 | Белоярский ГО                            | Южный                |                          | 0                        | 2                        | 11                       |
| Белоярский район                         | пгт Белоярский          | 65 209 | ГО Верхнее Дуброво                       | Южный                |                          | 0                        | 2                        | 11                       |
| Богдановичский район                     | город Богданович        | 65 210 | ГО Богданович                            | Южный                |                          | 1                        | 0                        | 13                       |
| Верхнесалдинский район                   | город Верхняя Салда     | 65 211 | Верхнесалдинский ГО                      | Горнозаводской       |                          | 1                        | 0                        | 4                        |
| Верхотурский район                       | город Верхотурье        | 65 212 | ГО Верхотурский                          | Северный             |                          | 1                        | 0                        | 10                       |
| Гаринский район                          | пгт Гари                | 65 215 | Гаринский ГО                             | Северный             |                          | 0                        | 1                        | 10                       |
| Ирбитский район                          | город Ирбит             | 65 218 | Ирбитское МО                             | Восточный            |                          | 0                        | 1                        | 20                       |
| Каменский район                          | город Каменск-Уральский | 65 222 | Каменский ГО                             | Южный                |                          | 0                        | 1                        | 16                       |
| Камышловский район                       | город Камышлов          | 65 223 | Камышловский МР                          | Восточный            |                          | 0                        | 0                        | 14                       |
| Красноуфимский район                     | город Красноуфимск      | 65 224 | Красноуфимский округ                     | Западный             |                          | 0                        | 1                        | 24                       |
| Невьянский район                         | город Невьянск          | 65 227 | Невьянский ГО                            | Горнозаводской       |                          | 1                        | 1                        | 9                        |
| Невьянский район                         | город Невьянск          | 65 227 | ГО Верх-Нейвинский                       | Горнозаводской       |                          | 1                        | 1                        | 9                        |
| Нижнесергинский район                    | город Нижние Серги      | 65 228 | Нижнесергинский МР                       | Западный             |                          | 2                        | 4                        | 13                       |
| Нижнесергинский район                    | город Нижние Серги      | 65 228 | Бисертский ГО                            | Западный             |                          | 2                        | 4                        | 13                       |
| Новолялинский район                      | город Новая Ляля        | 65 229 | Новолялинский ГО                         | Северный             |                          | 1                        | 0                        | 6                        |
| Пригородный район                        | город Нижний Тагил      | 65 232 | Горноуральский ГО                        | Горнозаводской       |                          | 0                        | 1                        | 21                       |
| Пышминский район                         | пгт Пышма               | 65 233 | Пышминский ГО                            | Восточный            |                          | 0                        | 1                        | 13                       |
| Режевский район                          | город Реж               | 65 236 | Режевской ГО                             | Восточный            |                          | 1                        | 0                        | 9                        |
| Серовский район                          | город Серов             | 65 238 | Сосьвинский ГО                           | Северный             |                          | 0                        | 1                        | 10                       |
| Слободо-Туринский район                  | село Туринская Слобода  | 65 239 | Слободо-Туринский МР                     | Восточный            |                          | 0                        | 0                        | 13                       |
| Сухоложский район                        | город Сухой Лог         | 65 240 | ГО Сухой Лог                             | Южный                |                          | 1                        | 0                        | 8                        |
| Сысертский район                         | город Сысерть           | 65 241 | Сысертский ГО                            | Южный                |                          | 2                        | 0                        | 7                        |
| Сысертский район                         | город Сысерть           | 65 241 | Арамильский ГО                           | Южный                |                          | 2                        | 0                        | 7                        |
| Таборинский район                        | село Таборы             | 65 245 | Таборинский МР                           | Восточный            |                          | 0                        | 0                        | 8                        |
| Тавдинский район                         | город Тавда             | 65 248 | Тавдинский ГО                            | Восточный            |                          | 1                        | 0                        | 10                       |
| Талицкий район                           | город Талица            | 65 249 | Талицкий ГО                              | Восточный            |                          | 1                        | 0                        | 18                       |
| Тугулымский район                        | пгт Тугулым             | 65 250 | Тугулымский ГО                           | Восточный            |                          | 0                        | 1                        | 10                       |
| Туринский район                          | город Туринск           | 65 254 | Туринский ГО                             | Восточный            |                          | 1                        | 0                        | 15                       |
| Шалинский район                          | пгт Шаля                | 65 257 | Шалинский ГО                             | Западный             |                          | 0                        | 2                        | 9                        |
| Шалинский район                          | пгт Шаля                | 65 257 | ГО Староуткинск                          | Западный             |                          | 0                        | 2                        | 9                        |
| город Алапаевск                          | город Алапаевск         | 65 403 | МО город Алапаевск                       | Восточный            |                          | 1                        | 0                        | 0                        |
| город Асбест                             | город Асбест            | 65 409 | Асбестовский ГО                          | Южный                |                          | 1                        | 2                        | 2                        |
| город Асбест                             | город Асбест            | 65 409 | Малышевский ГО                           | Южный                |                          | 1                        | 2                        | 2                        |
| город Асбест                             | город Асбест            | 65 409 | ГО Рефтинский                            | Южный                |                          | 1                        | 2                        | 2                        |
| город Берёзовский                        | город Берёзовский       | 65 412 | Берёзовский ГО                           | Южный                |                          | 1                        | 0                        | 0                        |
| город Верхняя Пышма                      | город Верхняя Пышма     | 65 420 | ГО Верхняя Пышма                         | Западный             |                          | 2                        | 0                        | 3                        |
| город Верхняя Пышма                      | город Верхняя Пышма     | 65 420 | ГО Среднеуральск                         | Западный             |                          | 2                        | 0                        | 3                        |
| город Екатеринбург                       | город Екатеринбург      | 65 401 | МО город Екатеринбург                    | -                    | 7                        | 1                        | 0                        | 5                        |
| город Заречный                           | город Заречный          | 65 426 | ГО Заречный                              | Южный                |                          | 1                        | 0                        | 1                        |
| город Ивдель                             | город Ивдель            | 65 428 | Ивдельский ГО                            | Северный             |                          | 1                        | 1                        | 5                        |
| город Ивдель                             | город Ивдель            | 65 428 | ГО Пелым                                 | Северный             |                          | 1                        | 1                        | 5                        |
| город Ирбит                              | город Ирбит             | 65 432 | МО город Ирбит                           | Восточный            |                          | 1                        | 0                        | 0                        |
| город Каменск-Уральский                  | город Каменск-Уральский | 65 436 | Каменск-Уральский ГО                     | Южный                | 2                        | 1                        | 0                        | 2                        |
| город Камышлов                           | город Камышлов          | 65 440 | Камышловский ГО                          | Восточный            |                          | 1                        | 0                        | 0                        |
| город Карпинск                           | город Карпинск          | 65 445 | ГО Карпинск                              | Северный             |                          | 2                        | 0                        | 2                        |
| город Карпинск                           | город Карпинск          | 65 445 | Волчанский ГО                            | Северный             |                          | 2                        | 0                        | 2                        |
| город Качканар                           | город Качканар          | 65 448 | Качканарский ГО                          | Северный             |                          | 1                        | 0                        | 0                        |
| город Кировград                          | город Кировград         | 65 453 | Кировградский ГО                         | Горнозаводской       |                          | 2                        | 0                        | 1                        |
| город Кировград                          | город Кировград         | 65 453 | ГО Верхний Тагил                         | Горнозаводской       |                          | 2                        | 0                        | 1                        |
| город Краснотурьинск                     | город Краснотурьинск    | 65 456 | ГО Краснотурьинск                        | Северный             |                          | 1                        | 0                        | 1                        |
| город Красноуральск                      | город Красноуральск     | 65 460 | ГО Красноуральск                         | Северный             |                          | 1                        | 0                        | 2                        |
| город Красноуфимск                       | город Красноуфимск      | 65 468 | ГО Красноуфимск                          | Западный             |                          | 1                        | 0                        | 1                        |
| город Кушва                              | город Кушва             | 65 470 | Кушвинский ГО                            | Горнозаводской       |                          | 2                        | 0                        | 3                        |
| город Кушва                              | город Кушва             | 65 470 | ГО Верхняя Тура                          | Горнозаводской       |                          | 2                        | 0                        | 3                        |
| город Нижний Тагил                       | город Нижний Тагил      | 65 476 | ГО город Нижний Тагил                    | Горнозаводской       | 3                        | 1                        | 0                        | 0                        |
| город Нижняя Салда                       | город Нижняя Салда      | 65 477 | ГО Нижняя Салда                          | Горнозаводской       |                          | 1                        | 0                        | 2                        |
| город Нижняя Тура                        | город Нижняя Тура       | 65 478 | Нижнетуринский ГО                        | Северный             |                          | 1                        | 0                        | 3                        |
| город Первоуральск                       | город Первоуральск      | 65 480 | ГО Первоуральск                          | Западный             |                          | 1                        | 0                        | 3                        |
| город Полевской                          | город Полевской         | 65 482 | Полевской ГО                             | Западный             |                          | 1                        | 0                        | 5                        |
| город Ревда                              | город Ревда             | 65 484 | ГО Ревда                                 | Западный             |                          | 2                        | 0                        | 2                        |
| город Ревда                              | город Ревда             | 65 484 | ГО Дегтярск                              | Западный             |                          | 2                        | 0                        | 2                        |
| город Североуральск                      | город Североуральск     | 65 490 | Североуральский ГО                       | Северный             |                          | 1                        | 0                        | 1                        |
| город Серов                              | город Серов             | 65 492 | Серовский ГО                             | Северный             |                          | 1                        | 0                        | 1                        |
| ЗАТО город Лесной                        | город Лесной            | 65 542 | ГО город Лесной                          | Северный             |                          | 1                        | 0                        | 0                        |
| ЗАТО город Новоуральск                   | город Новоуральск       | 65 540 | Новоуральский ГО                         | Горнозаводской       |                          | 1                        | 0                        | 1                        |
| ЗАТО посёлок Свободный                   | пгт Свободный           | 65 572 | ГО ЗАТО Свободный                        | Горнозаводской       |                          | 0                        | 1                        | 0                        |
| ЗАТО посёлок Уральский                   | пгт Уральский           | 65 570 | ГО ЗАТО Уральский                        | Южный                |                          | 0                        | 1                        | 0                        |
| Всего                                    | Всего                   | Всего  | Всего                                    | Всего                | 12                       | 47                       | 26                       | 431                      |

## Управленческие округа

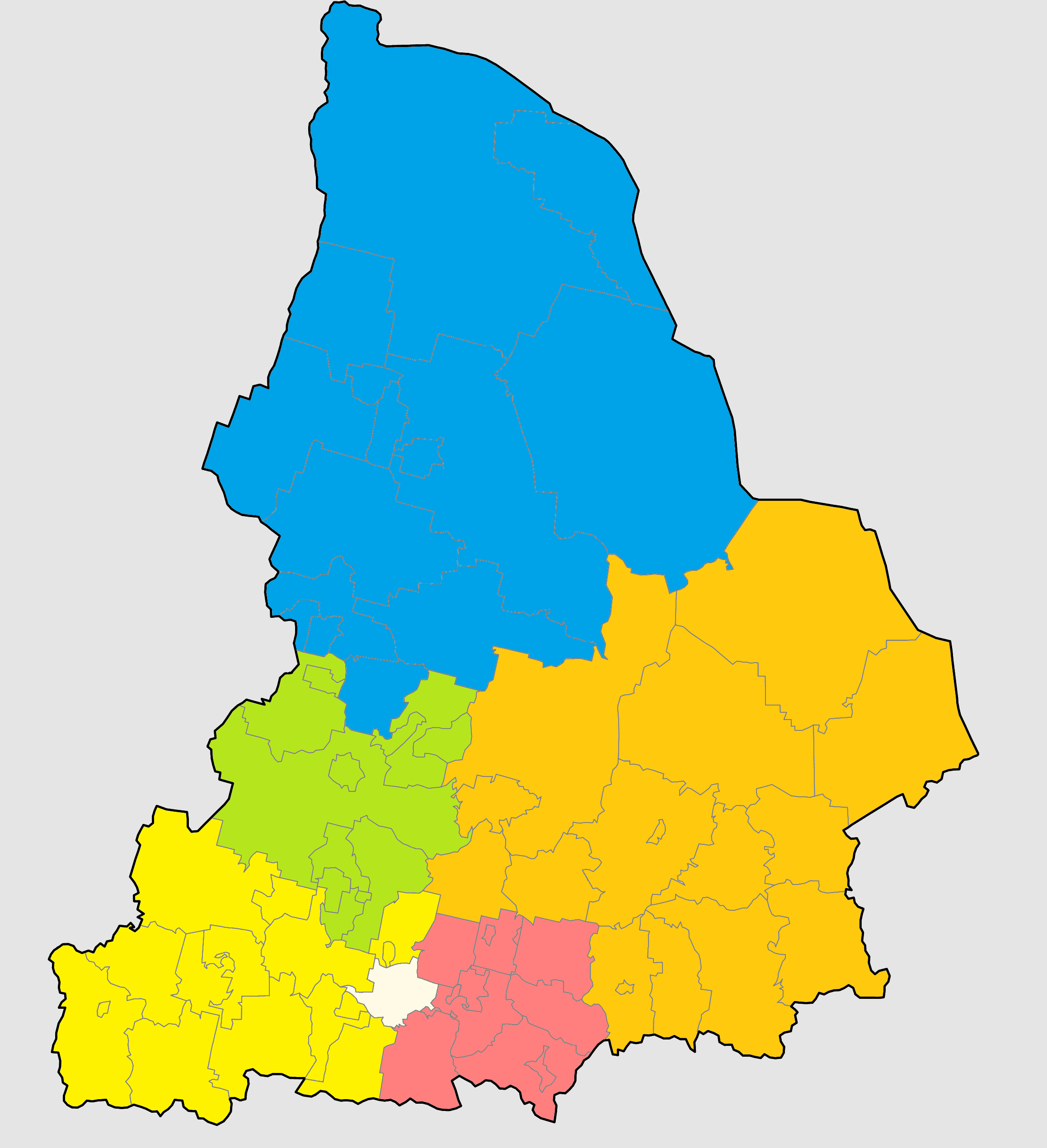
Управленческие округа Свердловской области

Административно-территориальные единицы области объединены администрациями 5 управленческих округов — территориальными исполнительными органами государственной власти Свердловской области:
- Северный,
- Западный,
- Горнозаводской,
- Восточный,
- Южный.

Управленческие округа согласно соответствующим пяти законам «Об управленческом округе» не являются административно-территориальными единицами; самостоятельный уровень государственного управления и самостоятельная система исполнительных органов государственной власти в округе не образуется. 1 октября 2017 года соответствующие пять законов «Об управленческом округе» прекратили своё действие, а администрации управленческих округов стали действовать согласно закону Свердловской области «Об исполнительных органах государственной власти Свердловской области».
Первоначально планировалось сформировать Центральный управленческий округ, в который должны были войти города Екатеринбург, Арамиль, Берёзовский, а также Режевский и Сысертский районы, позже планировалось оставить в нём лишь Екатеринбург, но этот округ так и не был сформирован.

## Муниципальное устройство
В рамках муниципального устройства, в границах административно-территориальных единиц области к 1 января 2017 года образованы 94 муниципальных образования, в том числе:
- 68 городских округов,
- 5 муниципальных районов, в которые входят:
  - 5 городских поселений,
  - 16 сельских поселений.

4 городских округа имеют статус закрытых административно-территориальных образований.
С 1 января 2025 года 53 городских округа наделены статусом муниципального округа: Артемовский ГО, Артинский ГО, Асбестовский ГО, Ачитский ГО, Белоярский ГО, Березовский ГО, Бисертский ГО, Верхнесалдинский ГО, Волчанский ГО, Гаринский ГО, Горноуральский ГО, город Нижний Тагил, ГО Богданович, ГО Верхний Тагил, ГО Верхотурский, ГО Дегтярск, ГО Заречный, ГО Карпинск, ГО Краснотурьинск, ГО Красноуральск, ГО Нижняя Салда, ГО Пелым, ГО Первоуральск, ГО Ревда, ГО Среднеуральск, ГО Староуткинск, ГО Сухой Лог, Ивдельский ГО, Ирбитское МО, Каменский ГО, Качканарский ГО, Кировградский ГО, Кушвинский ГО, Малышевский ГО, Махнёвское МО, МО Алапаевское, МО город Алапаевск, МО Красноуфимский округ, Невьянский ГО, Нижнетуринский ГО, Новолялинский ГО, Полевской ГО, Пышминский ГО, Режевской ГО, Североуральский ГО, Серовский ГО, Сосьвинский ГО, Сысертский ГО, Тавдинский ГО, Талицкий ГО, Тугулымский ГО, Туринский ГО и Шалинский ГО. Таким образом, городскими округами останутся 15 муниципальных образований.

### Городские округа
| №  | Наименование                                   | Флаг | Герб | Адм. центр        | ОКТМО  | Адм.-терр. единица      | Управл. округ  | Население  | Площадь, км² | Плотность населения, чел/км² |
| -- | ---------------------------------------------- | ---- | ---- | ----------------- | ------ | ----------------------- | -------------- | ---------- | ------------ | ---------------------------- |
| 1  | Муниципальное образование город Алапаевск      |      |      | Алапаевск         | 65 728 | город Алапаевск         | Восточный      | ↘41 198    | 1081,98      | 41,11                        |
| 2  | Муниципальное образование Алапаевское          |      |      | Алапаевск         | 65 771 | Алапаевский район       | Восточный      | 24 532     | 4282,2       | 6,2                          |
| 3  | Арамильский городской округ                    |      |      | Арамиль           | 65 729 | Сысертский район        | Южный          | ↗23 157    | 21,81        | 799,91                       |
| 4  | Городской округ Богданович                     |      |      | Богданович        | 65 707 | Богдановичский район    | Южный          | ↘43 705    | 1498         | 31,39                        |
| 5  | Городской округ Верхнее Дуброво                |      |      | Верхнее Дуброво   | 65 760 | Белоярский район        | Южный          | ↘4567      | 33,9         | 141,33                       |
| 6  | Городской округ Верх-Нейвинский                |      |      | Верх-Нейвинский   | 65 761 | Невьянский район        | Горнозаводской | ↘4348      | 49           | 98,67                        |
| 7  | Городской округ Верхний Тагил                  |      |      | Верхний Тагил     | 65 733 | город Кировград         | Горнозаводской | ↘11 037    | 310,573      | 43,69                        |
| 8  | Городской округ Верхняя Пышма                  |      |      | Верхняя Пышма     | 65 732 | город Верхняя Пышма     | Западный       | ↗88 206    | 1044,93      | 69,39                        |
| 9  | Городской округ Верхняя Тура                   |      |      | Верхняя Тура      | 65 734 | город Кушва             | Горнозаводской | ↘8465      | 265,4        | 35,8                         |
| 10 | Городской округ Верхотурский                   |      |      | Верхотурье        | 65 709 | Верхотурский район      | Северный       | ↘13 569    | 4926         | 3,41                         |
| 11 | Волчанский городской округ                     |      |      | Волчанск          | 65 735 | город Карпинск          | Северный       | ↘8587      | 470,8        | 21,79                        |
| 12 | Гаринский городской округ                      |      |      | Гари              | 65 710 | Гаринский район         | Северный       | ↘2501      | 16774        | 0,29                         |
| 13 | Горноуральский городской округ                 |      |      | Нижний Тагил      | 65 717 | Пригородный район       | Горнозаводской | ↘29 514    | 3624,6       | 9,6                          |
| 14 | Городской округ Дегтярск                       |      |      | Дегтярск          | 65 736 | город Ревда             | Западный       | ↘15 134    | 167          | 93,22                        |
| 15 | Муниципальное образование «город Екатеринбург» |      |      | Екатеринбург      | 65 701 | город Екатеринбург      | не сформирован | ↗1 592 493 | 1142,9       | 1210,24                      |
| 16 | Городской округ Заречный                       |      |      | Заречный          | 65 737 | город Заречный          | Южный          | ↗31 833    | 299,27       | 99,46                        |
| 17 | Ивдельский городской округ                     |      |      | Ивдель            | 65 738 | город Ивдель            | Северный       | ↘17 422    | 20785,57     | 1,18                         |
| 18 | Муниципальное образование город Ирбит          |      |      | Ирбит             | 65 739 | город Ирбит             | Восточный      | ↘36 587    | 64,23        | 597,18                       |
| 19 | Ирбитское муниципальное образование            |      |      | Ирбит             | 65 711 | Ирбитский район         | Восточный      | ↘26 128    | 4722         | 6,42                         |
| 20 | Каменский городской округ                      |      |      | Каменск-Уральский | 65 712 | Каменский район         | Южный          | ↘26 362    | 2141         | 13,13                        |
| 21 | Каменск-Уральский городской округ              |      |      | Каменск-Уральский | 65 740 | город Каменск-Уральский | Южный          | ↘162 730   | 144,08       | 1225,51                      |
| 22 | Камышловский городской округ                   |      |      | Камышлов          | 65 741 | город Камышлов          | Восточный      | ↘26 933    | 51,75        | 519,23                       |
| 23 | Городской округ Карпинск                       |      |      | Карпинск          | 65 742 | город Карпинск          | Северный       | ↘27 146    | 5523,32      | 5,77                         |
| 24 | Качканарский городской округ                   |      |      | Качканар          | 65 743 | город Качканар          | Северный       | ↘38 810    | 318,39       | 137,19                       |
| 25 | Кировградский городской округ                  |      |      | Кировград         | 65 744 | город Кировград         | Горнозаводской | ↘23 954    | 661,627      | 41,91                        |
| 26 | Городской округ Краснотурьинск                 |      |      | Краснотурьинск    | 65 745 | город Краснотурьинск    | Северный       | ↘59 269    | 718,93       | 90,5                         |
| 27 | Городской округ Красноуральск                  |      |      | Красноуральск     | 65 746 | город Красноуральск     | Северный       | ↘22 027    | 1627,2       | 15,7                         |
| 28 | Городской округ Красноуфимск                   |      |      | Красноуфимск      | 65 747 | город Красноуфимск      | Западный       | ↘37 806    | 428          | 94,5                         |
| 29 | Красноуфимский округ                           |      |      | Красноуфимск      | 65 713 | Красноуфимский район    | Западный       | ↘23 031    | 3411,8       | 8,23                         |
| 30 | Кушвинский городской округ                     |      |      | Кушва             | 65 748 | город Кушва             | Горнозаводской | ↘36 288    | 2386         | 17,09                        |
| 31 | Городской округ «Город Лесной»                 |      |      | Лесной            | 65 749 | ЗАТО город Лесной       | Северный       | ↘49 485    | 359,38       | 146,02                       |
| 32 | Малышевский городской округ                    |      |      | Малышева          | 65 762 | город Асбест            | Южный          | ↘9539      | 154,5        | 71,47                        |
| 33 | Махнёвское муниципальное образование           |      |      | Махнёво           | 65 769 | Алапаевский район       | Восточный      | ↘4867      | 5754         | 1,23                         |
| 34 | Невьянский городской округ                     |      |      | Невьянск          | 65 714 | Невьянский район        | Горнозаводской | ↘37 238    | 1842,2       | 23,2                         |
| 35 | Нижнетуринский городской округ                 |      |      | Нижняя Тура       | 65 715 | город Нижняя Тура       | Северный       | ↘22 272    | 1939,9       | 14,43                        |
| 36 | город Нижний Тагил                             |      |      | Нижний Тагил      | 65 751 | город Нижний Тагил      | Горнозаводской | ↘336 919   | 4105,8       | 89                           |
| 37 | Городской округ Нижняя Салда                   |      |      | Нижняя Салда      | 65 750 | город Нижняя Салда      | Горнозаводской | ↘16 403    | 590,8        | 30,36                        |
| 38 | Новолялинский городской округ                  |      |      | Новая Ляля        | 65 716 | Новолялинский район     | Северный       | ↘18 753    | 6205,96      | 3,8                          |
| 39 | Новоуральский городской округ                  |      |      | Новоуральск       | 65 752 | ЗАТО город Новоуральск  | Горнозаводской | ↘80 489    | 421          | 209,76                       |
| 40 | Городской округ Пелым                          |      |      | Пелым             | 65 764 | город Ивдель            | Северный       | ↘3450      | 4905,3       | 0,85                         |
| 41 | Городской округ Первоуральск                   |      |      | Первоуральск      | 65 753 | город Первоуральск      | Западный       | ↘131 408   | 2053,75      | 72,5                         |
| 42 | Полевской городской округ                      |      |      | Полевской         | 65 754 | город Полевской         | Западный       | ↘60 688    | 1550,58      | 45,93                        |
| 43 | Пышминский городской округ                     |      |      | Пышма             | 65 718 | Пышминский район        | Восточный      | ↘18 624    | 1899,05      | 10,85                        |
| 44 | Городской округ Ревда                          |      |      | Ревда             | 65 719 | город Ревда             | Западный       | ↘60 758    | 1106         | 57,29                        |
| 45 | Режевской городской округ                      |      |      | Реж               | 65 720 | Режевский район         | Восточный      | ↘45 362    | 1949,37      | 24,85                        |
| 46 | Городской округ Рефтинский                     |      |      | Рефтинский        | 65 763 | город Асбест            | Южный          | ↘15 084    | 24,44        | 674,96                       |
| 47 | Городской округ ЗАТО Свободный                 |      |      | Свободный         | 65 765 | ЗАТО посёлок Свободный  | Горнозаводской | ↗8047      | 279,7        | 29,31                        |
| 48 | Североуральский городской округ                |      |      | Североуральск     | 65 755 | город Североуральск     | Северный       | ↘35 375    | 3503,7       | 12,78                        |
| 49 | Серовский городской округ                      |      |      | Серов             | 65 756 | город Серов             | Северный       | ↘99 332    | 6690         | 16,22                        |
| 50 | Сосьвинский городской округ                    |      |      | Сосьва            | 65 721 | Серовский район         | Северный       | ↘12 648    | 4813         | 3,4                          |
| 51 | Городской округ Среднеуральск                  |      |      | Среднеуральск     | 65 757 | город Верхняя Пышма     | Западный       | ↗24 894    | 83,8         | 247,86                       |
| 52 | Городской округ Староуткинск                   |      |      | Староуткинск      | 65 766 | Шалинский район         | Западный       | ↘2602      | 612          | 5,02                         |
| 53 | Городской округ Сухой Лог                      |      |      | Сухой Лог         | 65 758 | Сухоложский район       | Южный          | ↘46 570    | 1682,4       | 29,13                        |
| 54 | Сысертский городской округ                     |      |      | Сысерть           | 65 722 | Сысертский район        | Южный          | ↗64 140    | 2087,7       | 28,86                        |
| 55 | Тавдинский городской округ                     |      |      | Тавда             | 65 723 | Тавдинский район        | Восточный      | ↘35 940    | 6539,4       | 6,47                         |
| 56 | Талицкий городской округ                       |      |      | Талица            | 65 724 | Талицкий район          | Восточный      | ↘40 020    | 4447,8       | 10,64                        |
| 57 | Тугулымский городской округ                    |      |      | Тугулым           | 65 725 | Тугулымский район       | Восточный      | ↘17 402    | 3332         | 6,78                         |
| 58 | Туринский городской округ                      |      |      | Туринск           | 65 726 | Туринский район         | Восточный      | ↘23 877    | 7474,2       | 3,78                         |
| 59 | Городской округ ЗАТО Уральский                 |      |      | Уральский         | 65 767 | ЗАТО посёлок Уральский  | Южный          | ↘2143      | 10,01        | 244,16                       |
| 60 | Шалинский городской округ                      |      |      | Шаля              | 65 727 | Шалинский район         | Западный       | ↘16 287    | 4852,2       | 4,28                         |

### Карта муниципального деления Свердловской области (к 2006 году)

Муниципальное деление Свердловской области (на 1 января 2006 года): городские округа (ГО) и муниципальные районы. Обозначения:
1 — Волчанский ГО,
2 — Серовский ГО,
3 — ГО Красноуральск,
4 — Верхнесалдинский ГО,
5 — ГО ЗАТО Свободный,
6 — ГО «Нижняя Салда»,
7 — МО г. Алапаевск,
8 — МО г. Ирбит,
9 — Кировградский ГО,
10 — Невьянский ГО,
11 — ГО Староуткинск,
12 — ГО Верхний Тагил,
13 — ГО Верх-Нейвинский,
14 — Новоуральский ГО,
15 — ГО Верхняя Пышма,
16 — ГО Среднеуральск,
17 — Берёзовский ГО,
18 — Малышевский ГО,
19 — ГО Рефтинский,
20 — Асбестовский ГО,
21 — Бисертский ГО,
22 — ГО Дегтярск,
23 — МО «город Екатеринбург»,
24 — ГО Верхнее Дуброво,
25 — ГО Заречный,
26 — Белоярский ГО,
27 — МО «посёлок Уральский»,
28 — Арамильский ГО

### Mуниципальные округа
| № | Наименование                         | Флаг | Герб | Адм. центр    | ОКТМО  | Адм.-терр. единица     | Управл. округ  | Население | Площадь, км² | Плотность населения, чел/км² |
| - | ------------------------------------ | ---- | ---- | ------------- | ------ | ---------------------- | -------------- | --------- | ------------ | ---------------------------- |
| 1 | Артёмовский муниципальный округ      |      |      | Артёмовский   | 65 703 | Артёмовский район      | Восточный      | ↘52 575   | 2027         | 29,71                        |
| 2 | Артинский муниципальный округ        |      |      | Арти          | 65 704 | Артинский район        | Западный       | ↘25 240   | 2773,98      | 10,68                        |
| 3 | Асбестовский муниципальный округ     |      |      | Асбест        | 65 730 | город Асбест           | Южный          | ↘58 683   | 767,9        | 92,87                        |
| 4 | Ачитский муниципальный округ         |      |      | Ачит          | 65 705 | Ачитский район         | Западный       | ↘13 837   | 2071,6       | 8,11                         |
| 5 | Белоярский муниципальный округ       |      |      | Белоярский    | 65 706 | Белоярский район       | Южный          | ↘33 553   | 1323,29      | 26,13                        |
| 6 | Берёзовский муниципальный округ      |      |      | Берёзовский   | 65 731 | город Берёзовский      | Южный          | ↗76 947   | 1126         | 61,08                        |
| 7 | Бисертский муниципальный округ       |      |      | Бисерть       | 65 759 | Нижнесергинский район  | Западный       | ↘9586     | 1289         | 8,27                         |
| 8 | Верхнесалдинский муниципальный округ |      |      | Верхняя Салда | 65 708 | Верхнесалдинский район | Горнозаводской | ↘42 304   | 1847,2       | 26,81                        |

### Муниципальные районы
| № | Наименование      | Флаг | Герб | Адм. центр        | ОКТМО  | Адм.-терр. единица      | Управл. округ | Городские и сельские поселения                                                                                    | Население | Площадь, км² | Плотность населения, чел/км² |
| - | ----------------- | ---- | ---- | ----------------- | ------ | ----------------------- | ------------- | --- | --------- | ------------ | ---------------------------- |
| 1 | Байкаловский      |      |      | Байкалово         | 65 608 | Байкаловский район      | Восточный     | СП Баженовское, Байкаловское, Краснополянское                                                                     | ↘14 502   | 2293,7       | 7,1                          |
| 2 | Камышловский      |      |      | Камышлов          | 65 623 | Камышловский район      | Восточный     | СП Восточное, Галкинское, Зареченское, Калиновское, Обуховское                                                    | ↘20 495   | 2216,6       | 12,71                        |
| 3 | Нижнесергинский   |      |      | Нижние Серги      | 65 628 | Нижнесергинский район   | Западный      | ГП Верхние Серги, Дружининское, Михайловское муниципальное образование, р.п. Атиг, Нижнесергинское; СП Кленовское | ↘37 577   | 3689,8       | 12,05                        |
| 4 | Слободо-Туринский |      |      | Туринская Слобода | 65 639 | Слободо-Туринский район | Восточный     | СП Ницинское, Сладковское, Слободо-Туринское, Усть-Ницинское                                                      | ↘11 755   | 2709         | 5,57                         |
| 5 | Таборинский       |      |      | Таборы            | 65 645 | Таборинский район       | Восточный     | СП Кузнецовское, Таборинское, Унже-Павинское                                                                      | ↘2756     | 11367        | 0,31                         |

## История административно-территориального деления
Свердловская область была образована 17 января 1934 года при разделении Уральской области. Она располагалась, в основном, на территории современных Свердловской области, Пермского края и части Кировской области. С другой стороны, часть территорий, ныне входящих в Свердловскую область, в 1934 году отошли к Свердловской области и нынешней Тюменской области.
9 марта 1934 года город Надеждинск был переименован в город Кабаковск (в честь 1-го секретаря обкома ВКП(б) И. Д. Кабакова).
10 мая 1934 года оформлены следующие преобразования:
- г. Асбест Асбестовского района преобразован в город областного подчинения и выведен из состава района, оставшись при этом его административным центром;
- г. Красноуральск Красноуральского района преобразован в город областного подчинения и выведен из состава района, оставшись его административным центром;
- г. Нижний Тагил Тагильского района преобразован в город областного подчинения и выведен из состава, оставшись его административным центром;
- Багарякский район передан в состав Свердловской области;
- из состава Челябинской области в состав Свердловской передан Сухоложский район;
- упразднён Махнёвский район (процесс упразднения начался ещё в 1933 году), его территория включена в состав Алапаевского района;
- упразднён Висимовский (Висимский) район с передачей территории в состав территории, административно подчинённой г. Нижнему Тагилу — Нижнетагильскому горсовету.

20 ноября 1934 года Кушвинский и Красноуральский районы объединены в Красноуральский район с «временным центром» в г. Кушве.
25 января 1935 года произошли следующие изменения:
- из Красноуфимского района выделен Ачитский район;
- из Краснополянского района выделен Еланский район;
- из состава Алапаевского района вновь выделен Махнёвский район, упразднённый полугодом ранее.

3 мая 1935 года города Первоуральск и Ревда, находившиеся в составе Первоуральского района преобразованы в города областного подчинения и выведены из состава района, центр района остался в Первоуральске. 1 ноября 1935 года Первоуральский район был упразднён, а его территория поделена между горсоветами Первоуральска и Ревды.
21 декабря 1935 года Калатинский район переименован в Кировградский район.
22 июля 1937 года г. Кабаковск был переименован обратно в г. Надеждинск.
26 июля 1937 года из территории, административно подчинённой г. Свердловску (Свердловского горсовета), были выделены Арамильский, Белоярский и Сысертский районы. Начато, но пока не оформлено до конца выделение Берёзовского (Берёзовско-Пригородного) района.
7 января 1938 года Красноуральский район разделён обратно на Красноуральский и Кушвинский районы.
29 января 1938 года из части Нижнетагильского горсовета образован Тагильский сельский район с центром в р.п. Висим.
10 июля 1938 года произошли следующие изменения:
- из части Свердловского горсовета образован Пышминский район (центр — р.п. Пышма, ныне — г. Верхняя Пышма) и окончательно оформлено образование Берёзовского района;
- Тагильский сельский район переименован в Висимский район;
- из частей Нижнетагильского горсовета и Кировградского района образован Петрокаменский район.

3 октября 1938 года из части районов была образована Пермская область, а в состав Свердловской переданы 5 районов Челябинской области — Буткинский, Камышловский, Пышминский (с центром в с. Пышма), Талицкий и Тугулымский, а также один район Омской области — Верхне-Тавдинский. Во избежание путаницы Пышминский район с центром в р.п. Пышма переименован в Верхне-Пышминский.
В итоге к концу 1938 года в составе Свердловской области стали числиться следующие административные единицы:
- районы: Алапаевский, Арамильский, Артинский, Ачитский, Белоярский, Березовский, Буткинский, Верхне-Пышминский, Верхне-Тавдинский, Верхотурский, Висимский, Гаринский, Егоршинский, Еланский, Ивдельский, Ирбитский, Исовский, Камышловский, Кировградский, Красноуральский, Краснополянский, Кушвинский, Манчажский, Махнёвский, Нижне-Салдинский, Нижне-Сергинский, Ново-Лялинский, Петрокаменский, Полевской, Пышминский, Режевской, Слободо-Туринский, Сухоложский, Сысертский, Таборинский, Талицкий, Тугулымский, Туринский, Шалинский;
- города областного подчинения: Асбест, Надеждинск, Нижний Тагил, Первоуральск, Ревда, Свердловск.

7 июля 1939 года город Надеждинск был вновь переименован, на этот раз в город Серов — в честь Героя Советского Союза комбрига А. К. Серова, когда-то учившегося в Надеждинском ФЗУ.
27 августа 1939 года произошло небольшое изменение границы области: несколько населённых пунктов Нижнесергинского района передано в состав Нязепетровского района Челябинской области.
17 октября 1939 года упразднён Красноуральский район с передачей территории в состав Кушвинского района.
16 марта 1940 года из части территории Серовского горсовета был образован Серовский район.
7 марта 1941 года произошли следующие изменения:
- из частей Егоршинского и Ирбитского районов выделен Зайковский район;
- из частей Первоуральского горсовета, Кировградского и Шалинского районов образован Билимбаевский район.

11 марта 1941 года г. Алапаевск Алапаевского района преобразован в город областного подчинения и выведен из района, оставшись его административным центром.
12 марта 1941 года г. Кировград Кировградского района преобразован в город областного подчинения и выведен из состава Кировградского района, оставшись его административным центром. При этом Кировградский район переименован в Невьянский.
8 апреля 1941 года р. п. Угольный Серовского района преобразован в город областного подчинения Карпинск и выведен из состава Серовского района.
2 мая 1942 года г. Ирбит Ирбитского района преобразован в город областного подчинения и выведен из состава района, оставшись его административным центром.
15 июня 1942 года в Свердловскую область из состава Челябинской переданы г. Каменск-Уральский (город областного подчинения), Каменский и Покровский район районы.
28 августа 1942 года город Верхняя Салда Нижнесалдинского района преобразован в город областного подчинения и выведен из состава района.
23 апреля 1943 года административный центр области — город Свердловск — отнесён к категории городов республиканского подчинения.
25 ноября 1944 года произошли следующие изменения:
- рабочие посёлки Турьинский и Петропавловский, находившиеся в составе Карпинского горсовета, были преобразованы, соответственно, в города областного подчинения Краснотурьинск и Североуральск и выведены из состава г. Карпинска;
- из составов Камышловского и Сухоложского районов выделен Богдановичский район;
- из составов Алапаевского, Егоршинского и Зайковского районов выделен Коптеловский район;
- из составов Артинского и Манчажского районов выделен Сажинский район;
- из составов Алапаевского и Махнёвского районов выделен Синячихинский район.

15 января 1945 года упразднён Алапаевский район с передачей территории в составы Коптеловского и Синячихинского районов.
2 апреля 1945 года г. Берёзовский Берёзовского района преобразован в город областного подчинения. Берёзовский район упразднён, а его территория передана в состав Берёзовского горсовета.
2 ноября 1945 года из составов Ачитского и Нижнесергинского районов выделен Бисертский район.
22 февраля 1946 года произошли следующие изменения:
- р.п. Пышма Верхне-Пышминского района преобразован в город областного подчинения Верхнюю Пышму, Верхне-Пышминский район упразднён, а его территория передана в состав Верхнепышминского горсовета;
- г. Камышлов Камышловского района преобразован в город областного подчинения и выведен из состава района, оставшись его административным центром;
- из части территории Туринского района образован Ленский район.

4 марта 1946 года произошли следующие изменения:
- г. Ивдель Ивдельского района преобразован в город областного подчинения. Ивдельский район упразднён, а его территория передана в состав Ивдельского горсовета.
- г. Красноуфимск Красноуфимского района преобразован в город областного подчинения и выведен из состава района, оставшись его административным центром.
- г. Полевской Полевского района преобразован в город областного подчинения. Полевской район упразднён, а его территория передана в состав Полевского горсовета.

9 марта 1949 года р.п. Нижняя Тура Исовского района, преобразован в город областного подчинения.
5 ноября 1955 года произошли следующие изменения:
- упразднён Билимбаевский район, а его территория передана в состав Первоуральского горсовета;
- упразднён Исовский район, а его территория передана в состав Нижнетуринского горсовета.

15 марта 1956 года г. Кушва Кушвинского района преобразован в город областного подчинения. Кушвинский район упразднён, а его территория передана в состав Кушвинского горсовета.
24 мая 1956 года произошли следующие изменения:
- упразднён Арамильский район, основная часть его территории передана в состав Сысертского района, небольшая часть (р.п. Кольцово) — в состав Свердловского горсовета.
- упразднён Ленский район, его территория присоединёна к Туринскому району;
- упразднён Нижнесалдинский район, его территория передана в состав горсовета г. Верхней Салды.

26 ноября 1957 года упразднён Висимский район, его территория передана в состав горсовета г. Нижнего Тагила.
14 января 1958 года Еланский и Краснополянский районы объединены в Байкаловский район.
3 июня 1958 года город Свердловск утратил статус города республиканского подчинения и вновь стал городом областного подчинения.
11 апреля 1958 года произошло небольшое изменение границы области: населённый пункт Щербаковка передан из состава Каслинского района Свердловской области в состав Сысертского района Свердловской области.
9 марта 1959 года произошли следующие изменения:
- упразднён Бисертский район, его территория присоединена к Нижнесергинскому району;
- упразднён Каменский район, его территория присоединена к городским районам г. Каменска-Уральского;
- Синячихинский район переименован в Алапаевский.

23 февраля 1960 года произошло небольшое изменение границы области: из состава пригородной зоны г. Александровска Пермской области в состав пригородной зоны г. Карпинска Свердловской передан Растесский сельсовет.
27 сентября 1960 года произошли следующие изменения:
- г. Артёмовский Егоршинского района получил статус города областного подчинения и выведен из состава района, оставшись его административным центром. Одновременно Егоршинский район переименован в Артёмовский;
- г. Тавда Верхне-Тавдинского района получил статус города областного подчинения и выведен из состава района, оставшись его административным центром. Одновременно Верхне-Тавдинский район переименован в Тавдинский.
- через 2 дня, 29 сентября 1960 года, г. Невьянск Невьянского района преобразован в город областного подчинения и выведен из состава района, оставшись его административным центром.

28 апреля 1962 года произошли следующие изменения:
- упразднён Зайковский район, его территория передана в состав Ирбитского района.
- из территории Нижнетагильского горсовета выделен Пригородный район.

1 февраля 1963 года произошли масштабные изменения в нарезке городов и районов области, связанные с т. н. «реформой Хрущёва» по разделению органов управления на городские (промышленные) и сельские:
- г. Богданович Богдановичского района преобразован в город областного подчинения. Богдановичский район упразднён, часть его территории вошла Богдановичский горсовет, а часть — в образуемый Камышловский сельский район;
- г. Нижние Серги Нижнесергинского района преобразован в город областного подчинения. Нижнесергинский район упразднён, основная часть его территории вошла в образуемый Свердловский сельский район, другая часть вошла в Нижнесергинский горсовет;
- г. Реж Режевского района преобразован в город областного подчинения. Режевский район упразднён, его территория передана в состав образуемого Алапаевского сельского района;
- Алапаевский, Коптеловский Махнёвский и Режевской (за исключением Режевского горсовета) районы объединены в Алапаевский сельский район;
- Белоярский, Покровский районы и часть Сухоложского объединены в Белоярский сельский район;
- Верхотурский, часть Новолялинского и Серовский районы объединены в Верхотурский сельский район;
- Гаринский район преобразован в Гаринский сельский район;
- Байкаловский и Ирбитский районы объединены в Ирбитский сельский район;
- Камышловский, Пышминский, части Богдановичского и Сухоложского районов объединены в Камышловский сельский район;
- Артинский, Ачитский, Красноуфимский, Сажинский и Манчажский районы объединены в Красноуфимский сельский район;
- Невьянский, Петрокаменский, Пригородный районы и Верхнесалдинский горсовет объединены в Нижнетагильский сельский район;
- из частей упраздняемых Нижнесергинского и Сысертского районов, а также частей горсоветов Свердловска, Верхней Пышмы, Первоуральска и Полевского образован Свердловский сельский район;
- Таборинский район преобразован в Таборинский сельский район;
- Буткинский, Талицкий и часть Тугулымского района объединены в Талицкий сельский район;
- Слободо-Туринский, Тавдинский и Туринский районы объединены в Туринский сельский район;
- Шалинский район преобразован Шалинский сельский район;
- из части Новолялинского района образован Новолялинский промышленный район, остальная часть передана в состав Верхотурского сельского района.
- Сысертский район преобразован в Сысертский промышленный район, часть его передана в состав Свердловского горсовета;
- Тугулымский район преобразован в Тугулымский промышленный район, часть его вошла в Талицкий сельский район.

3 марта 1964 года произошли следующие изменения:
- из частей Красноуфимского и Свердловского сельских районов образован Артинский сельский район;
- из упраздняемого Таборинского и части Туринского сельских районов образован Тавдинский сельский район.

13 января 1965 года большинство изменений, произведённых в 1963 году, были отменены:
- упразднён Алапаевский сельский район, восстановлены Алапаевский и Режевский районы;
- Артинский сельский район преобразован в Артинский район;
- Белоярский сельский район преобразован в Белоярский район;
- упразднён Верхотурский сельский район, восстановлены Верхотурский и Серовский районы;
- Гаринский сельский район преобразован в Гаринский район;
- упразднён Ирбитский сельский район, восстановлены Байкаловский и Ирбитский районы;
- из части Каменск-Уральского горсовета восстановлен упразднённый в 1959 году Каменский район;
- упразднён Камышловский сельский район, восстановлены Богдановичский, Камышловский и Сухоложский (за исключением г. Сухого Лога) районы;
- Красноуфимский сельский район преобразован в Красноуфимский район;
- упразднён Нижнетагильский сельский район, восстановлены Верхнесалдинский, Невьянский и Пригородный районы;
- упразднён Свердловский сельский район, из его части восстановлен Нижнесергинский район;
- Новолялинский промышленный район преобразован в Новолялинский район;
- Сысертский промышленный район преобразован в Сысертский район;
- Тавдинский сельский район преобразован в Тавдинский район;
- Талицкий сельский район преобразован в Талицкий район;
- Тугулымский промышленный район преобразован в Тугулымский район;
- упразднён Туринский сельский район, восстановлены Слободо-Туринский и Туринский районы;
- Шалинский сельский район преобразован в Шалинский район.

Одновременно был изменён статус двух городов:
- г. Сухой Лог отнесён к категории городов областного подчинения и не включён в состав восстановленного Сухоложского района, став при этом его центром;
- г. Нижние Серги понижен в статусе до города районного подчинения и включён в состав восстановленного Нижнесергинского района.

3 ноября 1965 года из части Тавдинского района вновь образован Таборинский район.
13 января 1967 года произошли следующие изменения:
- из части Красноуфимского района вновь образован Ачитский район;
- из части Камышловского района вновь образован Пышминский район.

20 июня 1968 года произошло небольшое изменение границы области: 2 населённых пункта Берёзовского района Пермской области переданы в состав Шалинского района Свердловской области.
9 октября 1968 года г. Качканар, находившийся в составе Нижнетуринского горсовета, преобразован в город областного подчинения и выведен из состава горсовета г. Нижней Туры.
13 мая 1991 года г. Нижняя Салда Верхнесалдинского района преобразован в город областного подчинения и выведен из состава Верхнесалдинского района.
23 сентября 1991 года административный центр области г. Свердловск переименован в г. Екатеринбург.
7 сентября 1992 года р.п. Заречный Белоярского района преобразован в город областного подчинения.

Административно-территориальное деление Свердловской области 1994 года — города и районы Свердловской области. Обозначения: 1 — ЗАТО посёлок Свободный, 2 — г. Заречный, 3 — ЗАТО посёлок Уральский

4 января 1994 года распоряжением Правительства Российской Федерации определён самостоятельный статус четырёх закрытых административно-территориальных образований, находящихся на территории области:
- г. Новоуральск (бывш. Свердловск-44), находящийся на территории Невьянского района;
- г. Лесной (бывш. Свердловск-45), находящийся на территории Нижнетуринского горсовета;
- п. Свободный (бывш. Тагил-39), находящийся на территории Верхнесалдинского района;
- п. Уральский (бывш. Косулино-1), находящийся на территории Белоярского района.

19 марта 1996 года было принято постановление Свердловской областной думы № 405 «Об уточнении названий муниципальных образований на территории Свердловской области». Несмотря на то, что оно регулировало название муниципалитетов, а не единиц административно-территориального деления, именно после его принятия город Ревда стал именоваться Ревдинским районом и под таким названием он в декабре 2004 года был включён в статью 87 Устава Свердловской области, определяющий перечень административно-территориальных единиц области.
В 1994—1996 годах в результате местных референдумов в рамках административных районов, городов и посёлков были образованы муниципальные образования. В некоторых случаях границы муниципальных образований совпадали с границами соответствующих районов и городов, однако во многих случаях имели место появления новых муниципальных образований. К концу 1996 года появились следующие новые образования:
- г. Арамиль (выделился из Сысертского района);
- г. Верхний Тагил (из пригородной зоны г. Кировграда);
- г. Верхняя Тура (из пригородной зоны г. Кушвы);
- г. Волчанск (из пригородной зоны г. Карпинска);
- г. Дегтярск (из пригородной зоны г. Ревды);
- г. Среднеуральск (из пригородной зоны г. Верхней Пышмы);
- п. Белокаменный (из пригородной зоны г. Асбеста);
- п. Бисерть (из Нижнесергинского района);
- п. Верх-Нейвинский (из Невьянского района);
- р.п. Верхнее Дуброво (из Белоярского района);
- п. Малышева (из пригородной зоны г. Асбеста);
- п. Пелым (из пригородной зоны г. Ивделя);
- п. Рефтинский (из пригородной зоны г. Асбеста);
- п. Староуткинск (из Шалинского района).

При этом некоторые районы изменили свой статус:
- г. Артёмовский со своей пригородной зоной преобразован в Артёмовский район;
- г. Богданович и Богдановичский район объединены в Богдановичский район;
- г. Нижняя Тура со своей пригородной зоной преобразован в Нижнетуринский район;
- г. Ревда переименован в Ревдинский район;
- г. Сухой Лог и Сухоложский район объединены в город Сухой Лог.

В 1996 году для координации деятельности областных органов власти область была поделена на пять управленческих округов: Северный (с центром в городе Краснотурьинске), Западный (Первоуральск), Горнозаводской (Нижний Тагил), Восточный (Ирбит) и Южный (Каменск-Уральский). Ряд территорий (Екатеринбург и некоторые близлежащие муниципальные образования) первоначально не входили ни в один из управленческих округов, так как из них планировалось создать Центральный управленческий округ. Однако этот округ так и не был создан, и все муниципальные образования, кроме, собственно, Екатеринбурга, были включены в состав соседних образованных округов. Законодательно установлено, что округа не являются административно-территориальными единицами и органы государственной власти в них не образуются. Каждый округ возглавляется управляющим, который является по должности членом Правительства Свердловской области.
В 1998 году по итогам местного референдума п. Белокаменный в качестве самостоятельного муниципального образования ликвидирован и присоединён к пригородной зоне г. Асбеста.
Тем самым, в Свердловской области в 1990-х появились муниципальные образования:
- районы — Алапаевский, Артёмовский, Артинский, Ачитский, Байкаловский, Белоярский, Верхнесалдинский, Гаринский, Ирбитский, Каменский, Камышловский, Красноуфимский, Невьянский, Нижнетуринский, Новолялинский, Пригородный, Пышминский, Ревдинский, Режевской, Серовский, Слободо-Туринский район, Сысертский, Таборинский, Тавдинский, Талицкий, Тугулымский, Туринский, Шалинский, а также в статусе районов Богдановичское (впоследствии Богдановичский район, о дате смены наименования информация отсутствует), Нижнесергинское муниципальные образования и Верхотурский уезд;
- города — Арамиль, Асбест, Берёзовский, Верхний Тагил, Верхняя Пышма, Верхняя Тура, Волчанск, Дегтярск, Екатеринбург, Заречный, Ивдель, Ирбит, Каменск-Уральский, Камышлов, Карпинск, Качканар, Кировград, Краснотурьинск, Красноуральск, Красноуфимск, Кушва, Лесной (ЗАТО), Нижняя Салда, Нижний Тагил, Новоуральск (ЗАТО), Первоуральск, Полевской, Североуральск, Серов (внутригородское муниципальное образование), Среднеуральск, Сухоложское муниципальное образование — с 12 ноября 1999 года Сухой Лог[41];
- посёлки городского типа — Бисертское муниципальное образование; рабочий посёлок Верхнее Дуброво, рабочий посёлок Малышева, рабочий посёлок Староуткинск; посёлок Верх-Нейвинский, посёлок Пелым, посёлок Уральский (ЗАТО); Рефтинский; ЗАТО посёлок Свободный.

Выделение посёлка Белокаменного в самостоятельное муниципальное образование представляло один из немногих прецедентов образования сельского муниципалитета.
31 декабря 2004 года примерно ¾ всех рабочих посёлков (посёлков городского типа) Свердловской области утратили статус городских населённых пунктов (большая часть пгт были преобразованы в сельские населённые пункты, а Кольцово и Широкая Речка вошли в состав Екатеринбурга как жилые районы города). Посёлок Мартюш Каменского района, напротив, получил статус рабочего посёлка (пгт).
В 2004—2006 годах была проведена муниципальная реформа, в результате которой вместо муниципальных образований — районов, городов и посёлков — были образованы образованы городские округа и муниципальные районы. В составе последних также появились муниципальные образования — городские и сельские поселения. В отличие от почти всех остальных субъектов Федерации, в Свердловской области была сделана ставка на создание городских округов, а не муниципальных районов. В результате область заняла первое место среди субъектов Федерации по числу городских округов (первоначально было образовано 67 городских округов). Муниципальных районов же было образовано всего 5. Единственным муниципальным районом с городским населением стал Нижнесергинский муниципальный район. Одновременно в соответствующие административные районы были включены города, которые являлись до того самостоятельными единицами уровня городов областного подчинения: Артёмовский, Богданович, Верхняя Салда, Невьянск, Реж, Сухой Лог, Тавда. Также реформа сопровождалась рекордным в сравнении с предыдущими временами преобразованием посёлков городского типа в сельские населённые пункты.
При этом до 2006 года городские округа продолжали официально именоваться районами. С 1 января 2006 года слово район в названиях городских округов было заменено.
В двух случаях имело место полное переименование:
- Пригородный район как муниципальное образование был 1 января 2006 года переименован в Горноуральский городской округ, впоследствии с 1 апреля 2008 года из состава этого округа в состав городского округа «город Нижний Тагил» было передано 23 населённых пункта, что составило более половины территории Пригородного района[42];
- Серовский район как муниципальное образование был 1 января 2006 года переименован в Сосьвинский городской округ, затем, 12 июля 2007 года, половина Сосьвинского городского округа передана в состав Серовского городского округа, а административный центр перенесён из города Серова в пгт Сосьва.

1 января 2009 года Алапаевское муниципальное образование было разделено на муниципальное образование Алапаевское и Махнёвское муниципальное образование, наделённые статусом городского округа.
1 октября 2017 года Законом Свердловской области от 13.04.2017 № 35-ОЗ на территории региона был осуществлён ряд преобразований:
- упразднены как административно-территориальные единицы все сельсоветы и поссоветы;
- приведены в соответствие территории и состав некоторых административно-территориальных единиц и муниципальных образований (а именно: Каменского района и Каменского ГО, города Каменска-Уральского и Каменск-Уральского ГО, Нижнесергинского района и Нижнесергинского МР, города Первоуральска и ГО Первоуральск, Серовского района и Сосьвинского ГО, города Серова и Серовского ГО, Пригородного района и Горноуральского ГО, города Нижнего Тагила и муниципального образования «город Нижний Тагил»);
- все рабочие посёлки области отнесены к категории посёлков городского типа (без уточнения);
- ряд населённых пунктов сельского типа изменил свой статус (например, одноимённые населённые пункты, расположенные в пределах одной административно-территориальной единицы и ранее относившиеся к тем или иным поссоветам или сельсоветам, ныне упраздняемым, а также населённые пункты со статусом посёлков железнодорожной станции или железнодорожных посёлков).

1 января 2025 года Законом Свердловской области от 26.03.2024 № 24-ОЗ следующие городские округа были преобразованы в муниципальные округа: город Алапаевск, Алапаевское МО, Артёмовский, Артинский, Асбестовский, Ачитский, Белоярский, Берёзовский, Бисертский, Богданович, Верхнесалдинский, Верхний Тагил, Верхотурский, Волчанский, Гаринский, Горноуральский, Дегтярск, Заречный, Ивдельский, Ирбитское МО, Каменский, Карпинск, Качканарский, Кировградский, Краснотурьинск, Красноуральск, Красноуфимский округ, Кушвинский, Малышевский, Махневское МО, Невьянский, Нижнетуринский, город Нижний Тагил, Нижняя Салда, Новолялинский, Пелым, Первоуральск, Полевской, Пышминский, Режевской, Ревда, Североуральский, Серовский, Среднеуральск, Староуткинск, Сухой Лог, Сосьвинский, Сысертский, Тавдинский, Талицкий, Тугулымский, Туринский, Шалинский .